# Buigny-Saint-Maclou
Buigny-Saint-Maclou – miejscowość i gmina we Francji, w regionie Hauts-de-France, w departamencie Somma.
Według danych na rok 2013 gminę zamieszkiwało 512 osób, a gęstość zaludnienia wynosiła 70 osób/km² (wśród 2293 gmin Pikardii Buigny-Saint-Maclou plasuje się na 499. miejscu pod względem liczby ludności i 664. pod względem powierzchni.).

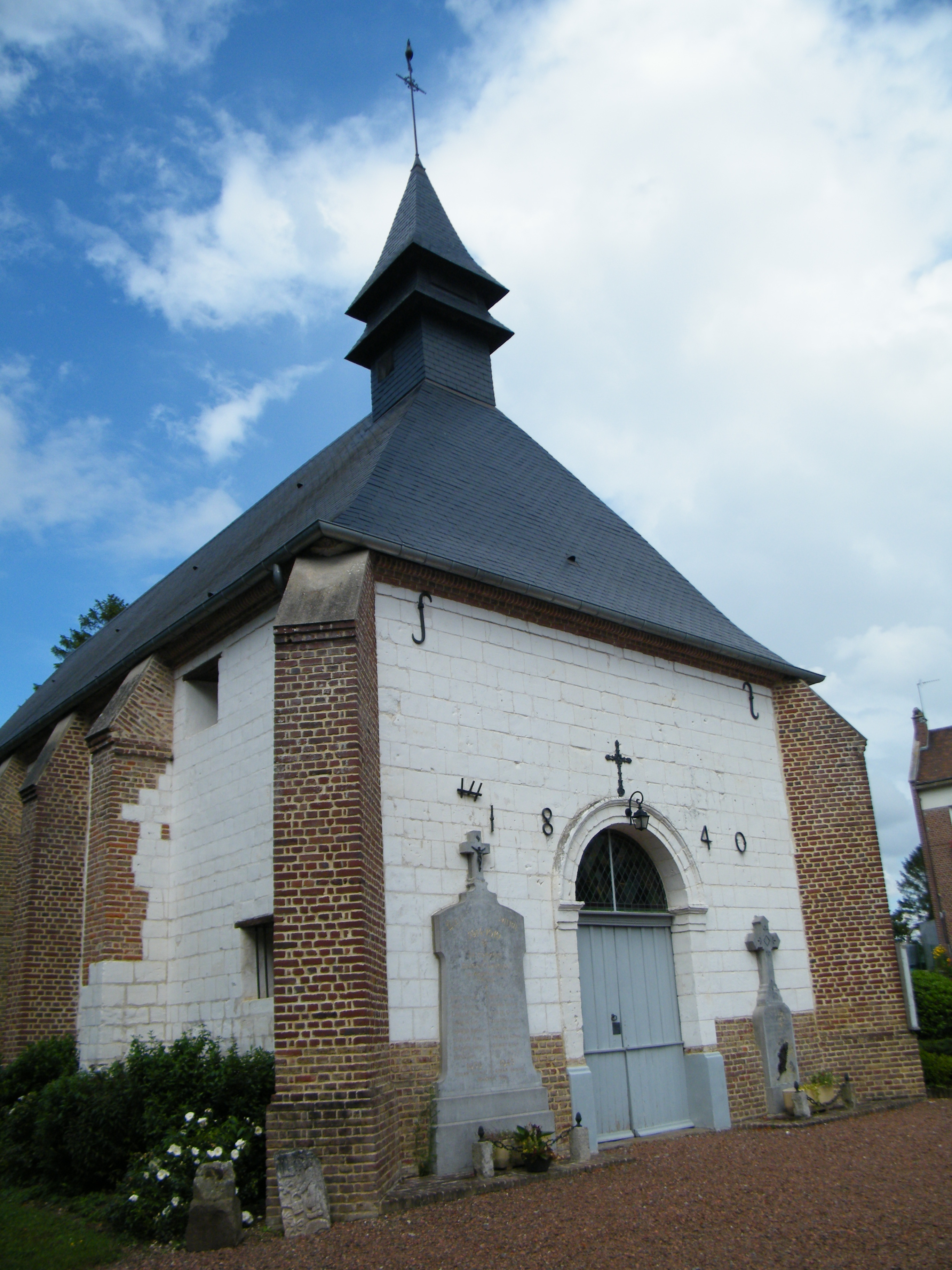
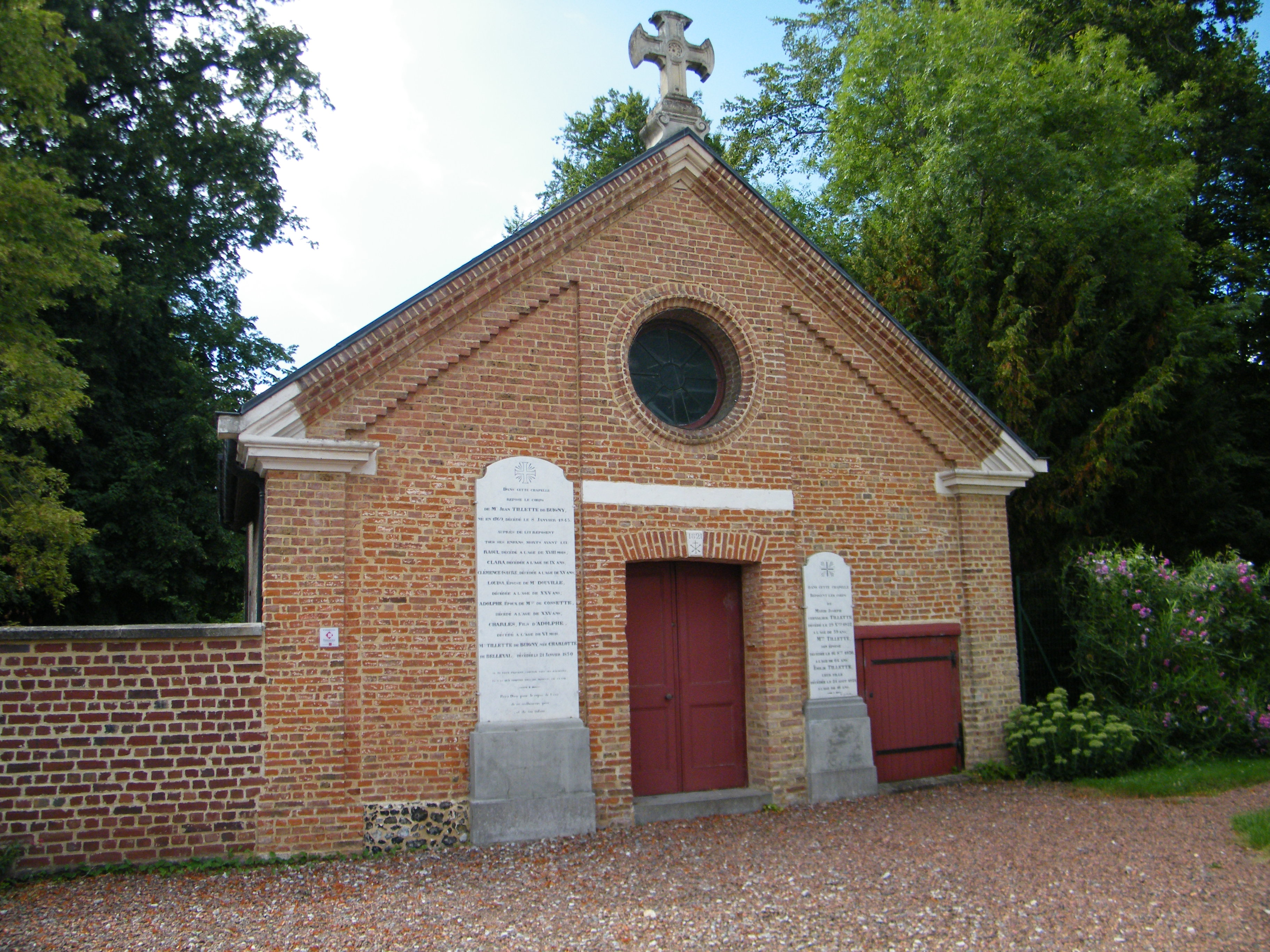
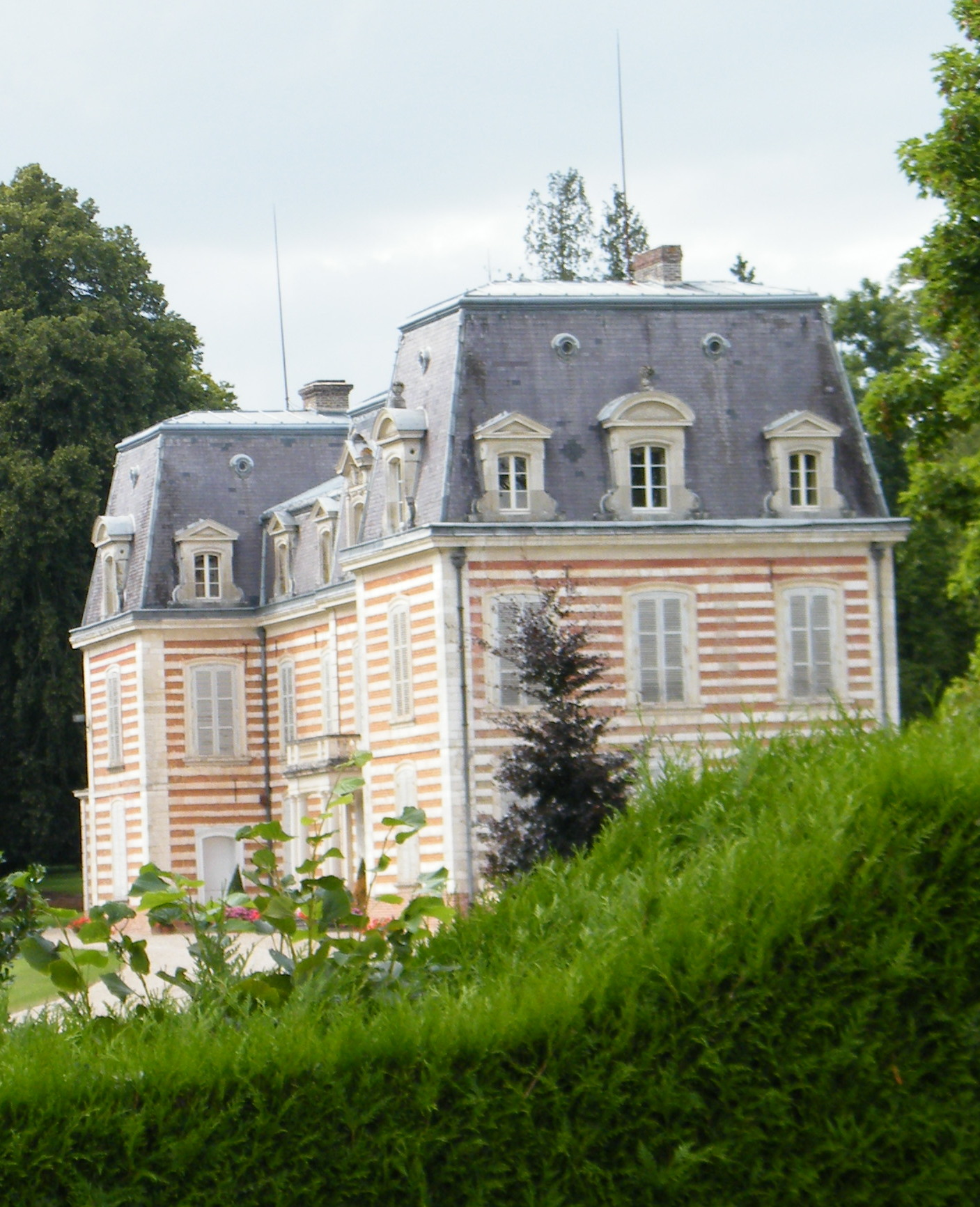
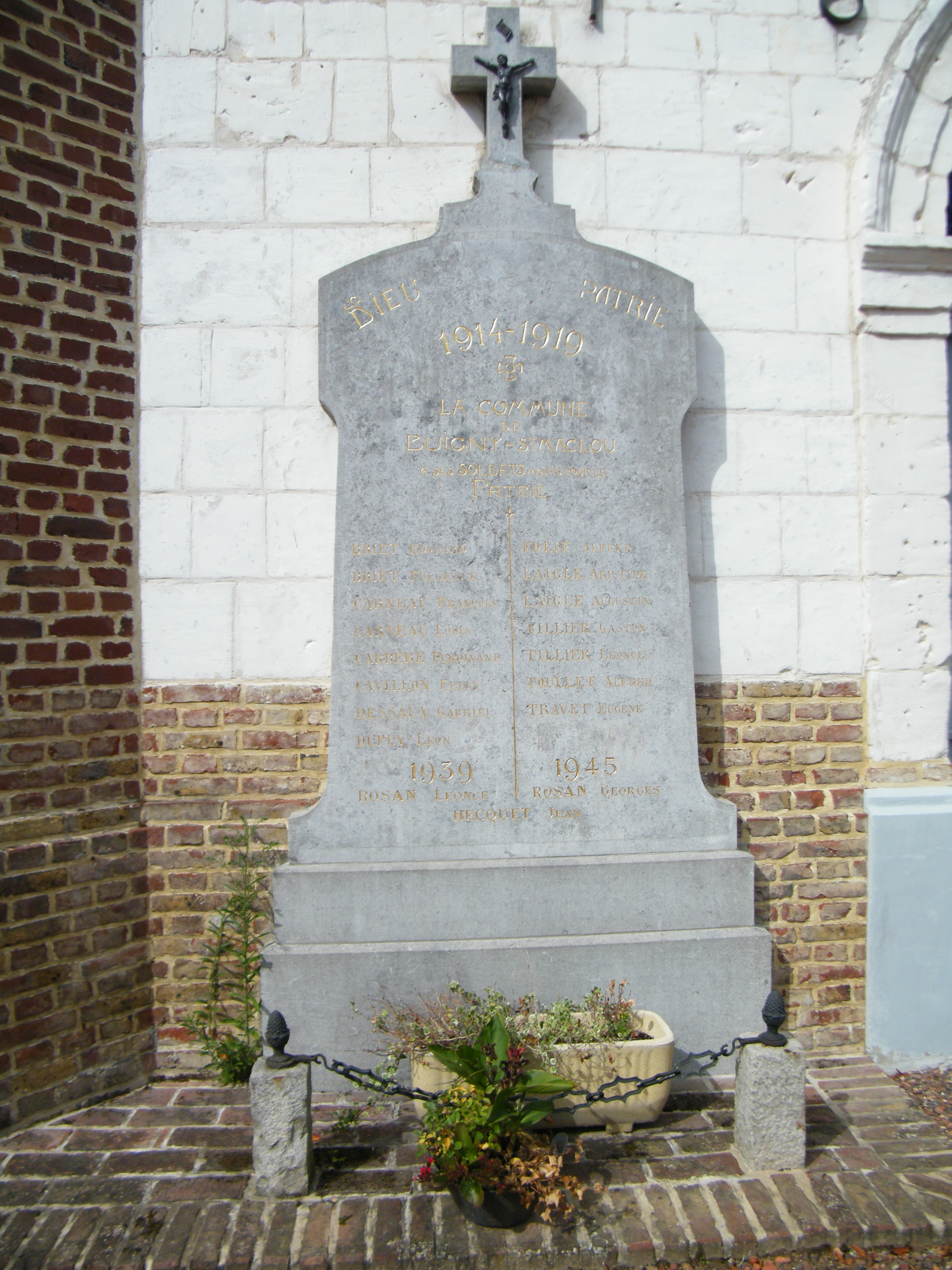
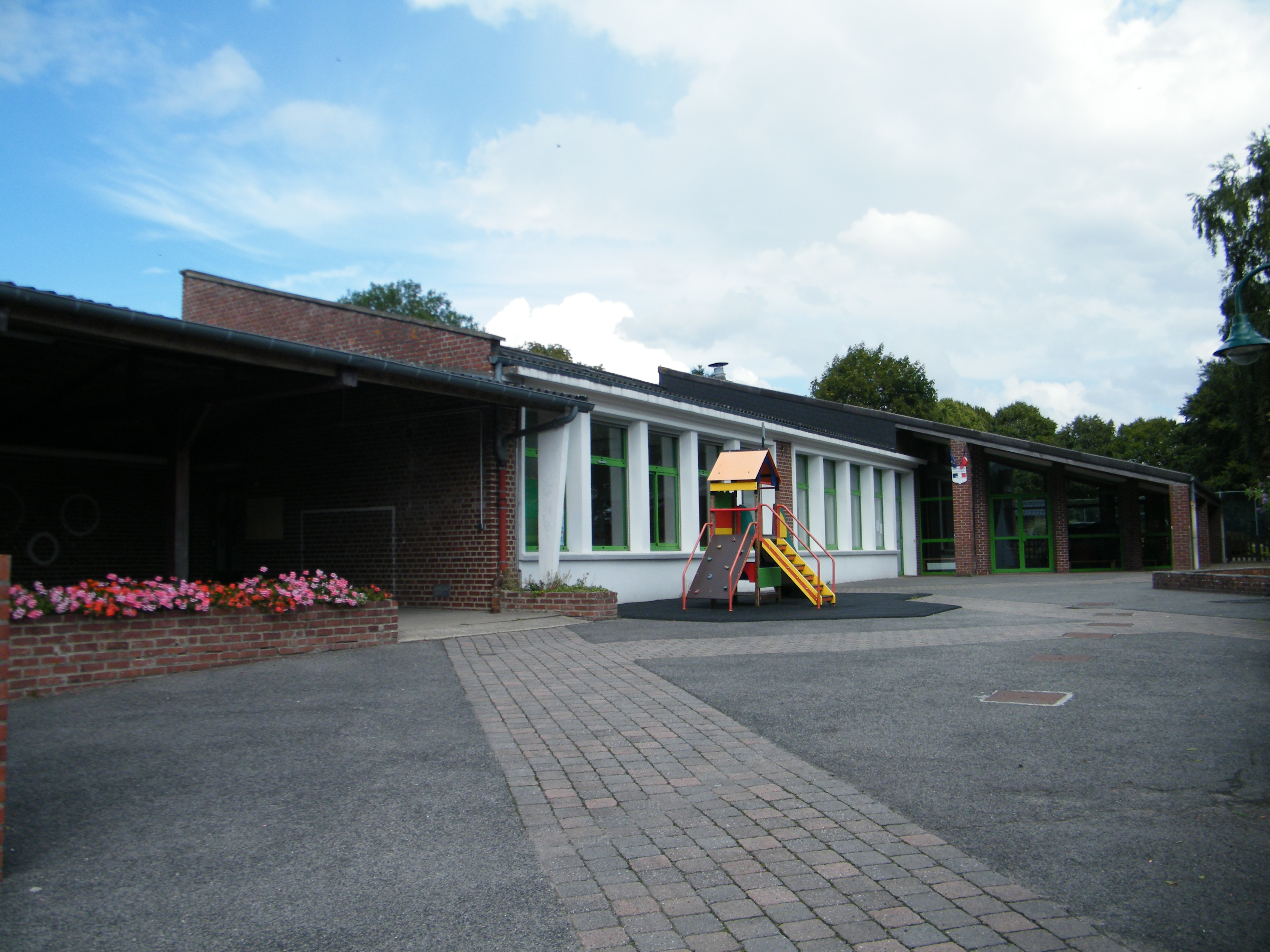